# 唐石刻“华吉祥”佛
唐石刻“华吉祥”佛，也被称为卵石佛像、线刻卵石华吉祥佛、卵石刻佛像、35佛线刻雕塑等，是中国新疆维吾尔自治区库车市苏巴什佛寺遗址附近出土的卵石刻，内容为《佛说三十五佛名礼忏文》中三十五佛之第二十四尊“华吉祥”佛，是吐蕃佛教艺术和龟兹佛教艺术结合的产物。石刻“华吉祥”佛出土于1985年，现藏于龟兹博物馆，是国家一级文物、古代名碑名刻文物。

## 形制与内容
唐石刻“华吉祥”佛为一呈不规则椭圆形的浅赭色卵石，上小下大，椭圆长径约24厘米，短径约19厘米，最大厚度约9厘米，其中雕刻面较为平坦，雕刻面的背面上部缺失且整体起伏大。雕刻面有佛像，跏趺坐于莲花座之上，佛像偏袒。佛像右手掌心向外侧出，拇指压手心，施无畏印；左手在胸前手心向上，拇指与食指接触并掐有似布帛之物。佛像头顶有上小下大两髻，额头眉间有蚕豆般的白毫，佛像之嘴、颏皆毁。佛像有头光、背光之圆光，皆为双层光环，均为作浅浅刻，灵光以凹面表示。佛像左侧腰部外侧横刻一行藏文，题刻压左外光环，题刻右端有钝器划痕。石刻所刻藏文读为佛名号“梅朵白”之古体，是《佛说三十五佛名礼忏文》中三十五佛之第二十四尊，汉文译作“华吉祥”佛。

## 发现与现状
1985年5月，库车县文物保管所从库车县（今库车市）吾宗乡（原文如此）买买提·阿木提处征集到唐石刻“华吉祥”佛。买买提·阿木提在苏巴什佛寺遗址南侧超过20千米的库车河泄洪河床处寻找建筑材料时发现的唐石刻“华吉祥”佛。石刻“华吉祥”佛是龟兹地区首次发现使用卵石作为材料的石刻，现藏于龟兹博物馆。1996年，中华人民共和国国家文物局将石刻“华吉祥”佛定为国家一级文物。2023年，国家文物局将石刻“华吉祥”佛列入《第一批古代名碑名刻文物名录》，所属年代为唐朝。

## 相关历史
主流观点认为唐石刻“华吉祥”佛是中晚唐时期，吐蕃佛教文化艺术和龟兹佛教文化艺术结合的产物。787年到840年的半个世纪，包括龟兹地区在内的安西大都护府范围第二次被吐蕃所控制，主要历经赤松德赞、牟如赞普、赤德松赞、赤祖德赞、朗达玛等时期。朗达玛之前，西藏前弘期佛教经历第二次大发展，当时生活在佛教古国龟兹的吐蕃军民很有可能信奉佛教三宝。到了朗达玛时期，藏传佛教经历第二次法难。石刻“华吉祥”佛可能出现于朗达玛以前。加之石刻“华吉祥”佛所刻藏文与现代藏文差别甚小，该石刻可能完成于赤祖德赞三次规范藏文文字期间，即815年到836年。
另也有其为第一世达赖喇嘛亲刻而成的说法。